# Уза (река, впадает в Красноярское водохранилище)
Уза (или Узёнка) — река в Восточной Сибири, протекает по Краснотуранскому району Красноярского края России, правый приток реки Сыды (приток Енисея).
Берёт начало юго-западнее деревни Александровка. Впадает в Сыду в 16 км от её устья по правому берегу. Из-за подпора Красноярского водохранилища на устьевом участке образовался залив. Длина реки составляет 50 км, площадь водосборного бассейна — 410 км².
На реке расположено село Кортуз и деревня Уза.

## Данные водного реестра
По данным государственного водного реестра России и геоинформационной системы водохозяйственного районирования территории РФ, подготовленной Федеральным агентством водных ресурсов:
- Бассейновый округ — Енисейский
- Речной бассейн — Енисей
- Речной подбассейн — Енисей между слиянием Большого и Малого Енисея и впадением Ангары
- Водохозяйственный участок — Енисей от впадения реки Абакан до Красноярского гидроузла
- Код водного объекта — 17010300312116100018598